# Saint-Sulpice (Occitania)
Saint-Sulpice è un comune francese di 136 abitanti situato nel dipartimento del Lot nella regione dell'Occitania.

## Società

### Evoluzione demografica
Abitanti censiti